# Abyssocottus
Abyssocottus – endemiczny rodzaj słodkowodnych ryb z rodziny Abyssocottidae.

## Występowanie
Jezioro Bajkał (Rosja)

## Klasyfikacja
Rodzaje zaliczane do tej rodziny:
- Abyssocottus elochini
- Abyssocottus gibbosus
- Abyssocottus korotneffi